# 芸人記者 体当たりスクープSP
『芸人記者 体当たりスクープSP』（げいにんきしゃ・たいあたり-スペシャル）は、TBS系列にて2010年春から2011年春まで3回放送された報道取材型バラエティ特別番組である。

## 内容
お笑い芸人が記者に扮し、身近な犯罪などを体当たり取材をリポートする。

## タイトル変更について
2011年3月11日午後に発生した東日本大震災の影響により、本番組のタイトルロゴは『芸人記者vs超犯罪現場 体当たりスクープSP』から、同年4月14日放送の第3弾では『芸人記者〜春の取材魂 体当たりスクープSP』に変更されている。番組内容も大震災関連を中心に扱い、第1・2弾とは大きく異なっている（後述）。

## 放送日
- 第1回：2010年4月9日金曜日21:00 - 22:54（JST）
- 第2回：2010年9月28日火曜日21:00 - 23:04
- 第3回：2011年4月14日木曜日19:00 - 20:54（『スパモク!!』枠）

## 取材内容
- 麻薬Gメン
- 万引きGメン
- 偽ブランド商品販売店舗
- 悪徳リフォーム業者
- 不法投棄
- 東日本大震災（東北地方太平洋沖地震）関連…第3弾のみ

## 出演者

### 司会
- 今田耕司
- 小林麻耶

### スタジオゲスト
第1回
- 高橋英樹
- 柴田理恵
- 矢口真里
- 杉尾秀哉（TBS報道局キャスター、解説室長）
- 紀藤正樹（弁護士）

第2回
- 内藤剛志
- 室井佑月
- 矢口真里
- 杉尾秀哉（TBS報道局キャスター、解説室長）
- 紀藤正樹（弁護士）

第3回
- 佐々木蔵之介
- 柴田理恵
- 尾木直樹（教育評論家、法政大学教授）
- 矢口真里
- 杉尾秀哉（TBS報道局キャスター、解説室長）
- 八代英輝（弁護士）

### 芸人記者
第1回
- 木本武宏（TKO）
- たむらけんじ
- ケンドーコバヤシ
- 堤下敦（インパルス）
- サンドウィッチマン
- 椿鬼奴

第2回
- 木本武宏（TKO）
- カンニング竹山
- レッド吉田（TIM）
- サンドウィッチマン
- 綾部祐二（ピース）

第3回
- 木本武宏（TKO）
- 堤下敦（インパルス）
- ワッキー（ペナルティ）
- 柴田英嗣（アンタッチャブル）
- サンドウィッチマン

### ナレーター
- 篠原まさのり
- 佐藤アサト
- 小坂由里子

## 番組内での出来事など
- 第2回（2010年9月28日）の放送で取り上げられた「覚せい剤密売現場」についての取材で、取材が終わったその後日に同年9月15日『JNNニュース』の映像で流された。
- 2011年3月11日、サンドウィッチマンの2人は東北放送の番組『サンドのぼんやり〜ぬTV』の収録で宮城県気仙沼市に滞在していたところ、午後2時46分ごろに激しい揺れに襲われた。番組スタッフや地元の住民の判断により、撮影クルーはロケバス2台に分乗して高台に避難することになり、気仙沼の町並みを見下ろせる高台にサンドウィッチマンらがたどり着いたところ、津波にみるみる飲み込まれる町並みをただ見届けることしか出来なかった。
この出来事の一部始終を番組スタッフが撮影しており、収録された映像はキー局のTBSにも届けられ、12日のJNN報道特別番組や20日の『サンデージャポン』などで使用された。そこでTBSでは4月14日に放送予定だった『体当たりスクープSP』の第3弾について今回の大震災をテーマに扱うことを決め、先述のようにタイトルを変更した。
サンドウィッチマンの2人は大震災以来（3月25・26日）初めて気仙沼を訪れて、被害の大きさを目の当たりにして無力感にさいなまれつつ、各地の避難所に避難している地元の人々との交流を通して自分たちのやるべきことを見つけ出す様子を『体当たりスクープSP3』で丹念に放送していた。
ほかの芸人記者も被災地へ向かうレスキュー隊に同行したりするなど、第1・2回とは一線を画す結果となった。

## スタッフ
第3回
- 構成：武田郁之輔、藤井靖大、相澤昇、西村耕平、吉田聡
- TM・TD：荒木健一（第3回からTM）
- カメラ：中野真悟
- VE：木野内洋
- 音声：相馬敦
- 照明：渋谷康治（第1回）
- 美術P：山口智広
- 美術デザイン：太田卓志
- 美術制作：長谷川隆之
- 装置：谷平真二
- 操作：中尾了輔
- 装飾：深山健太郎
- アクリル装飾：渡邊卓也
- 電飾：安島美次（第1回）
- CG：丹羽学
- 衣装：岩崎孝典
- 持道具：貞中照美
- メイク：市川温子
- 編集：The TUBE
- MA：ビームテレビセンター
- 音効：佐藤卓嗣
- 技術協力：EAT、278、The TUBE
- TK：伊藤佳加
- 宣伝：磯谷昌宏
- AD：深谷俊介、西谷直也、平林亮
- 編成：高島美穂、坂田栄治
- AP：問山幸子
- キャスティングP：井上あつし
- ディレクター：高木剛、柳信也、酒井甚哉、上田淳也、園田直樹、安井章浩／渡会敏之、森下智己、村上真貴子、湯本大作
- 演出：首藤光典（第1,2回はディレクター）
- プロデューサー：坂本義幸、高橋智大（第1,2回は演出のみ）
- チーフプロデューサー：吉田啓良、安田淳
- 制作協力：極東電視台
- 製作著作：TBS

### 過去のスタッフ
- ディレクター：花輪和伯（第1回）、関本文彦（第2回）／小潟貢司（第1,2回）
- AP：野村絋子（第1,2回）、中垣佐知子（第1回）、伊藤嘉奈子（第1回）、米村まどか（第1回）
- AD
  - 第1回：三枝浩史、関根佑介、早川明秀、友光礁太、菅野留美
  - 第2回：森俊平、津宏典、佐々木亜季美、藤猪健太郎
- 宣伝：小林久幸（第1,2回）
- TM：丹野至之（第1,2回）
- VE：佐藤公幸（第1回）、下山剛司（第2回）
- 音声：朝日拓郎（第1,2回）
- 照明：高木亘（第2回）
- 操作：福田良二（第1,2回）
- 装飾：徳田圭次（第1,2回）
- メカシステム：庄子泰広（第1,2回）
- 電飾：伊吹英之（第2回）
- メイク：田中智子（第1回）、後藤満紀子（第2回）
- 衣装：横尾毅（第1,2回）
- 編集：鈴木建介（第1,2回）
- MA：阿世知貴彦（第1,2回）
- TK：野村佳乃子（第1,2回）